# Еверсвинкел
Еверсвинкел (њем. Everswinkel) општина је у њемачкој савезној држави Северна Рајна-Вестфалија. Једно је од 13 општинских средишта округа Варендорф. Према процјени из 2010. у општини је живјело 9.378 становника. Посједује регионалну шифру (AGS) 5570024.

## Географски и демографски подаци
Еверсвинкел се налази у савезној држави Северна Рајна-Вестфалија у округу Варендорф. Општина се налази на надморској висини од 66 метара. Површина општине износи 68,9 km². У самом мјесту је, према процјени из 2010. године, живјело 9.378 становника. Просјечна густина становништва износи 136 становника/km².